# Strafverfügung (Deutschland)
Eine Strafverfügung war eine durch eine Behörde wegen einer Übertretung oder eines Steuervergehens verhängte Kriminalstrafe (Verwaltungsstrafe).

## Historische Entwicklung bis zum Ende des Ersten Weltkrieges
Das Strafverfügungsverfahren ging auf die „Polizeiliche Strafverfügung“ zurück, die es in den deutschen Ländern seit dem 19. Jahrhundert auf landesrechtlicher Grundlage gab. Die landesrechtlichen Vorschriften blieben auch durch die im Rahmen der Reichsjustizgesetze erlassene reichseinheitliche Strafprozessordnung (StPO) unberührt. Allerdings wurde die polizeiliche Strafgewalt auf Übertretungen beschränkt; als Strafen durften nur Geldstrafe und Haft bis zu zwei Wochen verhängt werden. Neben den nach Landesrecht bestehenden Beschwerdemöglichkeiten an eine höhere Polizeibehörde wurde dem Beschuldigten das Rechtsmittel des Antrags auf gerichtliche Entscheidung eröffnet, über den das Schöffengericht entschied.

## Weimarer Republik
Im Freistaat Preußen war die polizeiliche Strafverfügung zuletzt in den §§ 59 ff. des Polizeiverwaltungsgesetzes vom 1. Juni 1931 geregelt. Danach konnten die Polizeibehörden (nicht die Dienststellen der Vollzugspolizei) wegen Übertretungen Geldstrafe und Haft bis zu 14 Tagen festsetzen. Bei „leichteren Fällen“ war vom Erlass einer Strafverfügung abzusehen; es konnte eine gebührenfreie Verwarnung erteilt werden. Das Strafverfügungsverfahren selbst war gebührenfrei, nur die baren Auslagen der Polizeibehörde konnten dem Beschuldigten auferlegt werden. Gegen die Strafverfügung konnte der Beschuldigte nach seiner Wahl entweder Beschwerde bei der Polizeiaufsichtsbehörde erheben, die dann endgültig, d. h. ohne weiteren Rechtsweg zu den Gerichten, entschied, oder den in der Strafprozessordnung vorgesehenen Antrag auf gerichtliche Entscheidung stellen. Mit der Rechtskraft der Strafverfügung trat Strafklageverbrauch ein, allerdings nur, soweit die Tat eine Übertretung war.
In den übrigen Ländern bestanden ähnliche Regelungen.
Die Bedeutung der polizeilichen Strafverfügung darf nicht unterschätzt werden; allein durch den Polizeipräsidenten in Frankfurt am Main wurden im Jahre 1923 mehr als 33.000 Strafverfügungen erlassen.

## Alliierte Besetzung
Nach der bedingungslosen Kapitulation gestaltete sich das Schicksal der Strafverfügung in den Besatzungszonen unterschiedlich. In der französischen Besatzungszone und in der SBZ blieb sie im Kern erhalten. In der amerikanischen Besatzungszone und der britischen Besatzungszone setzten sich hingegen die Bedenken der Besatzungsmächte gegen die polizeiliche Strafgewalt durch. Die polizeiliche Strafverfügung wurde abgeschafft. Übertretungen konnten in der amerikanischen Zone in einem vereinfachten Strafbefehlsverfahren, in der britischen Zone durch eine neu eingeführte richterliche Strafverfügung geahndet werden.

## Bundesrepublik Deutschland

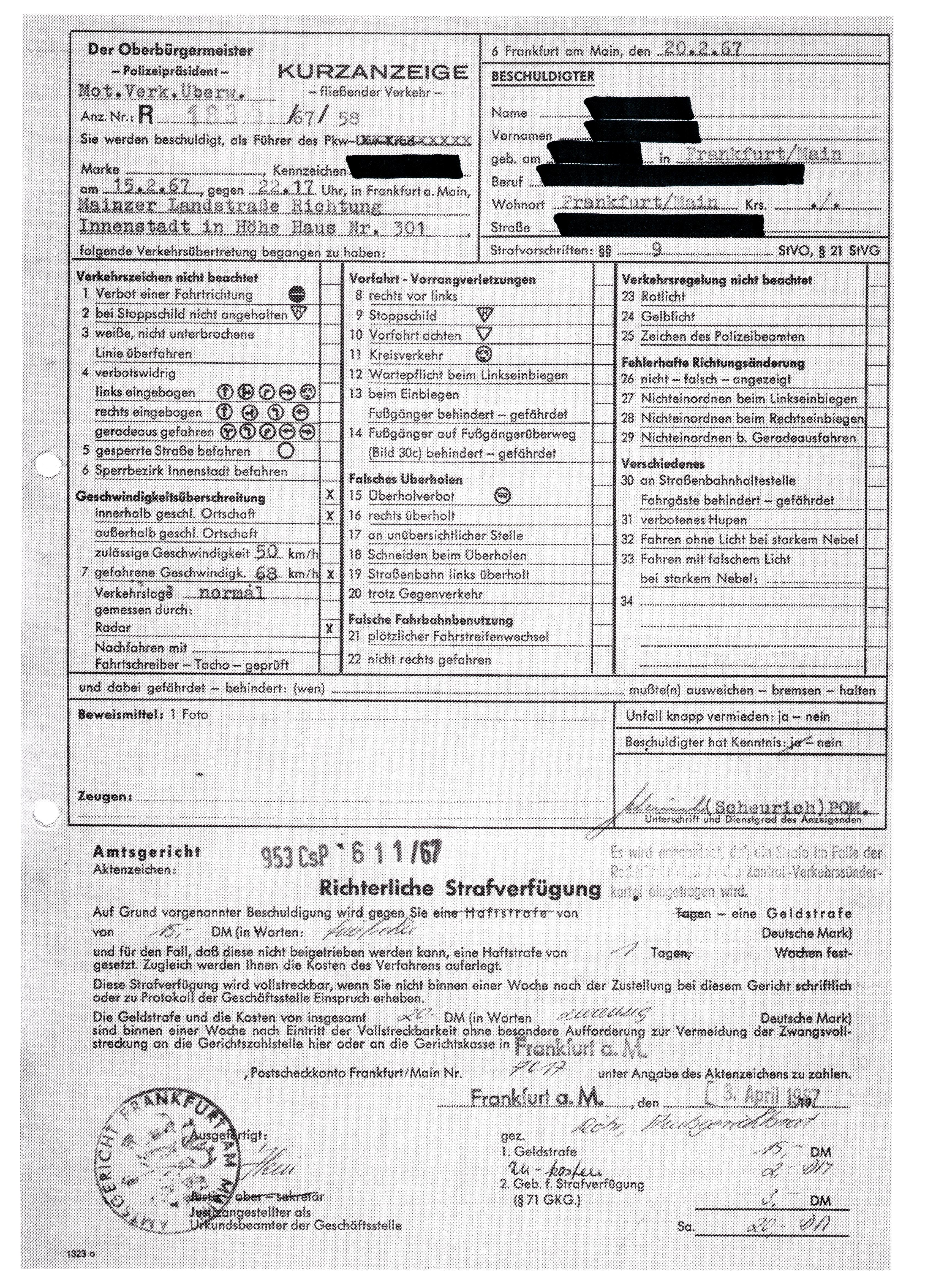
Strafverfügung nach § 431 StPO bis 1974

Mit dem „Rechtseinheitsgesetz“ wurde das Ziel verfolgt, die in der Besatzungszeit eingetretene Rechtszersplitterung zu beseitigen. Dabei war auch die Frage eines vereinfachten Strafverfahrens bei Übertretungen zu klären.
Der Gesetzentwurf der Bundesregierung sah vor, die polizeiliche Strafverfügung bei Übertretungen nach landesrechtlicher Regelung wieder einzuführen, allerdings ohne die Möglichkeit, Haft zu verhängen. Nur insoweit teilte die Bundesregierung verfassungsrechtliche Bedenken gegen die polizeiliche Strafgewalt. Daneben sollte es, dem bestehenden Recht in der amerikanischen Besatzungszone folgend, ein „vereinfachtes Strafbefehlsverfahren“ geben, in dem die Polizeibehörde einen Strafbefehl unmittelbar beim Amtsrichter, also ohne Einschaltung der Staatsanwaltschaft, beantragen konnte. Dabei war offenbar an Fälle gedacht, in denen der begrenzte Strafrahmen im polizeilichen Strafverfügungsverfahren als zur Ahndung der Tat nicht ausreichend erschien.
Diese gespaltene Konzeption setzte sich im weiteren Gesetzgebungsverfahren nicht durch. Nach der im Rechtsausschuss des Bundestages und sodann in dritter Lesung vom Bundestag selbst beschlossenen Fassung entfiel die Möglichkeit zum Erlass polizeilicher Strafverfügungen gänzlich und das von der Bundesregierung vorgeschlagene „vereinfachte Strafbefehlsverfahren“ wurde – geringfügig geändert – als (richterliches) Strafverfügungsverfahren eingeführt.
Die neue Verfahrensart musste allerdings durch eine landesrechtliche Regelung eröffnet werden. Dies geschah In der Folgezeit in allen Ländern, teils im Rahmen der Landesausführungsgesetze zur Strafprozessordnung, teils in eigenständigen Strafverfügungsgesetzen.
Die noch bestehenden landesrechtlichen Vorschriften über den Erlass polizeilicher Strafverfügungen wurden aufgehoben. Damit folgte das Parlament der Auffassung, dass polizeiliche Strafgewalt an und für sich, nicht nur im Falle des Freiheitsentzugs, mit dem Grundsatz der Gewaltenteilung unvereinbar sei. Die Verurteilung zu einer Kriminalstrafe ist nach Art. 92 HS 1 GG vielmehr den Richtern vorbehalten.
In Teilen der Rechtswissenschaft wurde die Abschaffung der polizeilichen Strafverfügung („ein einfaches, leicht durchführbares, kurzes, billiges, in jahrzehntelanger Praxis bewährtes Verfahren“) kritisch als „Opfer theoretischer Überspitzung“ gesehen.

### Grundlegende Elemente des Strafverfügungsverfahrens nach § 431 StPO
Durch richterliche Strafverfügung konnten nur Übertretungen geahndet werden.
Die Polizeibehörde hatte den Sachverhalt aufzuklären, den Beschuldigten zu vernehmen und ihre Akten unmittelbar dem Amtsrichter zu übersenden. Dabei hatte sie Tat rechtlich zu würdigen, die Beweismittel zu bezeichnen und ein Strafmaß vorzuschlagen. Die Entschließung, von einer Strafverfolgung abzusehen, stand ihr nicht (mehr) zu.
Durch Strafverfügung konnte Geldstrafe und/oder Haft bis zu zwei Wochen verhängt werden, daneben konnte auf Einziehung, später auch auf Vernichtung oder Unbrauchbarmachung von Gegenständen erkannt werden. Nach der Einführung eines strafrechtlichen Fahrverbots im Jahre 1964 konnte auch dieses durch Strafverfügung verhängt werden.
Hatte der Amtsrichter Bedenken, ohne Hauptverhandlung zu entscheiden oder hielt er weitere Ermittlungen für erforderlich, verwies er die Sache an die Staatsanwaltschaft. Er konnte das Verfahren auch unter den allgemein bei Übertretungen gelten Voraussetzungen durch unanfechtbaren Beschluss einstellen.
Gegen die Strafverfügung konnte der Beschuldigte binnen einer Woche nach Zustellung schriftlich oder zur Niederschrift Einspruch beim Amtsgericht erheben; das dann folgende Verfahren entsprach dem bei Strafbefehlen.
Mit der Zunahme des motorisierten Straßenverkehrs in den 1950er und 1960er Jahren nahmen auch die Verkehrsübertretungen zu. Die Ahndung von Verkehrsübertretungen wurde zum hauptsächlichen Anwendungsbereich des Strafverfügungsverfahrens.

### Behördliche Strafverfügungen und -bescheide außerhalb des allgemeinen Polizeirechts
Trotz der verfassungsrechtlich begründeten Bedenken endete die Strafgewalt der Exekutive mit der Abschaffung der polizeilichen Strafverfügung nicht. Behördliche Strafgewalt gab es weiterhin z. B. im Bereich des Steuer- und Abgabenwesens (Strafbescheide der Finanzämter), des Postwesens, der Sozialversicherung und der Wirtschaftsverwaltung. Vollständig abgeschafft wurde sie letztlich erst, nachdem das Bundesverfassungsgericht im Jahre 1967 entschieden hatte, dass Kriminalstrafen nur durch die Richter verhängt werden können und deshalb auch bei minder gewichtigen strafrechtlichen Unrechtstatbeständen nicht in einem Verwaltungsverfahren ausgesprochen werden dürfen.

### Abschaffung der richterlichen Strafverfügung
Durch das Einführungsgesetz zum neu gefassten Ordnungswidrigkeitengesetz wurde eine Vielzahl von Übertretungen, darunter alle Verkehrsübertretungen zum 1. Oktober 1968 zu Ordnungswidrigkeiten, die durch die Verwaltungsbehörde im Bußgeldverfahren zu geahndet werden können. Schon damit hatte die richterliche Strafverfügung ihren hauptsächlichen Anwendungsbereich verloren.
Im Zuge der Großen Strafrechtsreform wurden auch die noch verbliebenen Übertretungen entweder in Ordnungswidrigkeiten umgewandelt oder gänzlich sanktionslos gestellt. Die Übertretung wurde als strafrechtliche Kategorie überhaupt abgeschafft. Dadurch gab es keinen Anwendungsbereich für die richterliche Strafverfügung mehr.
Forderungen nach Wiedereinführung eines richterlichen Verfügungsverfahrens (anstelle des Bußgeldverfahrens vor der Verwaltungsbehörde), die unter anderem mit der Überlastung der Amtsgerichte durch Einsprüche gegen Bußgeldbescheide und mit der nach Auffassung der Kritiker fiskalisch geprägten Verfolgungspraxis der Verwaltungsbehörden bei Verkehrsordnungswidrigkeiten begründet wurden, blieben nicht unwidersprochen; und haben in der Rechtswissenschaft keine nachhaltige Debatte ausgelöst.

## Deutsche Demokratische Republik
In der DDR wurden die Sanktionen nach dem Gesetz zur Bekämpfung von Ordnungswidrigkeiten als Ordnungsstrafen bezeichnet. Da nach dem Strafgesetzbuch der DDR  eine Straftat selbst dann nicht vorlag, „wenn die Handlung zwar dem Wortlaut eines gesetzlichen Tatbestandes entspricht, jedoch die Auswirkungen der Tat auf die Rechte und Interessen der Bürger oder der Gesellschaft und die Schuld des Täters unbedeutend sind“ und eine solche Handlung „als Verfehlung, Ordnungswidrigkeit, Disziplinarverstoß oder nach den Bestimmungen der materiellen Verantwortlichkeit“ verfolgt werden konnte, sind die in der DDR von den Verwaltungsbehörden und der Volkspolizei, z. B. bei Verstößen gegen Verkehrsvorschriften, verhängten Ordnungsstrafen eher dem Verwaltungs- als dem Kriminalunrecht zuzuordnen. Dieser Wertung folgte auch der Einigungsvertrag, nach dem zwar mit dem Beitritt der DDR das Ordnungswidrigkeitengesetz der Bundesrepublik in Kraft trat, viele Vorschriften der DDR über einzelne Ordnungswidrigkeiten aber zunächst in Kraft blieben, wobei die Begriffe „Ordnungsstrafe“, „Ordnungsstrafbestimmung“ und „Ordnungsstrafvorschrift“ durch die entsprechenden Begriffe des westdeutschen Ordnungswidrigkeitenrechts ersetzt wurden.